# Vanilla wightii
Vanilla wightii es una planta trepadora perenne de la familia Orchidaceae, con tallo suculento, que puede tener una longitud de 10 a 20 metros. La planta se convierte en árbol, soportándose por medio de raíces aéreas que se producen a partir de los nudos del tallo. A menudo es epífita, o se vuelve epifítica a medida que la porción inferior del tallo se seca y muere.
Las vainas de semillas a veces se cosechan para uso local como saborizante.

## Descripción
Lámina elíptica de la hoja, hasta 25 cm × 9 cm. Inflorescencia un racimo denso con numerosas flores grandes y blancas.
Fruta comprimida cilíndrica, hasta 25 cm x 2 cm, amarillo-marrón.

## Hábitat
Bosque moderadamente denso en tierra pantanosa, que ocasionalmente se inunda.

## Usos comestibles
Las vainas pueden usarse como saborizante de alimentos como la vainilla (Vanilla planifolia), aunque su fragancia es menos fuerte.

## Otras especies de Malasia
- Vanilla kinabaluensis (Pen. de Malasia a Borneo).
- Vanilla griffithii (Oeste de Malasia).